# Лідс і Гренвілл (об'єднані графства)
Об'єднані графства Лідс і Гренвілл (англ. United Counties of Leeds and Grenville) — адміністративна одиниця, округ у провінції Онтаріо, Канада, що виникла внаслідок злиття двох адміністративних одиниць в одну. Назви графств походять: віл міста Лідс в Англії та від імені барона Ґренвілла, державного секретаря, відповідального за колонії в 1790 році і голови Британського уряду в 1806—1807 роках. Графства є переписним районом та територіальною одиницею провінції.
Обмежені з півдня річкою Св. Лаврентія і канадсько-американським кордоном.
Об'єднання графств відбулася у 1850 році.

## Адміністративний поділ

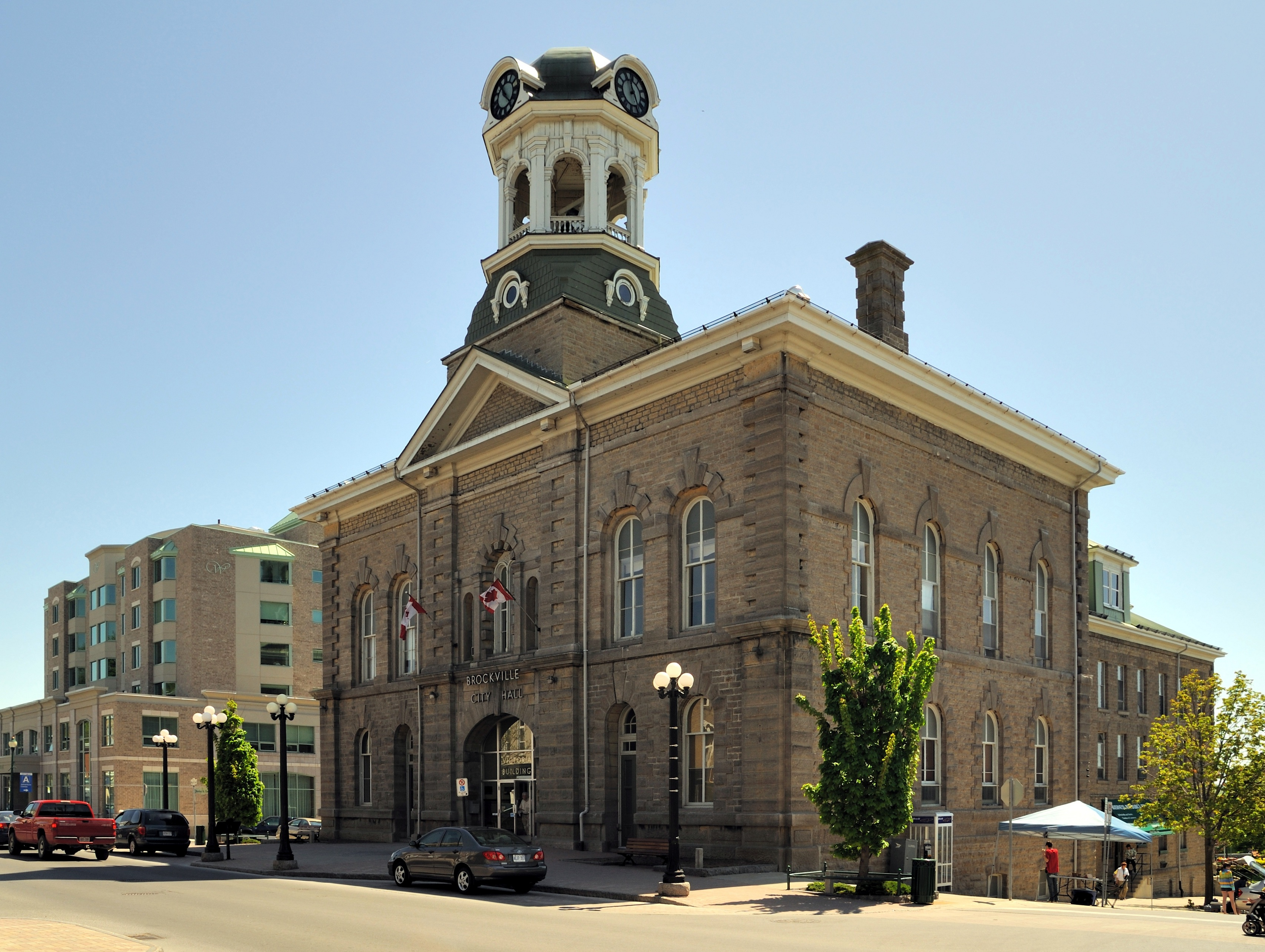
Ратуша Броквілла

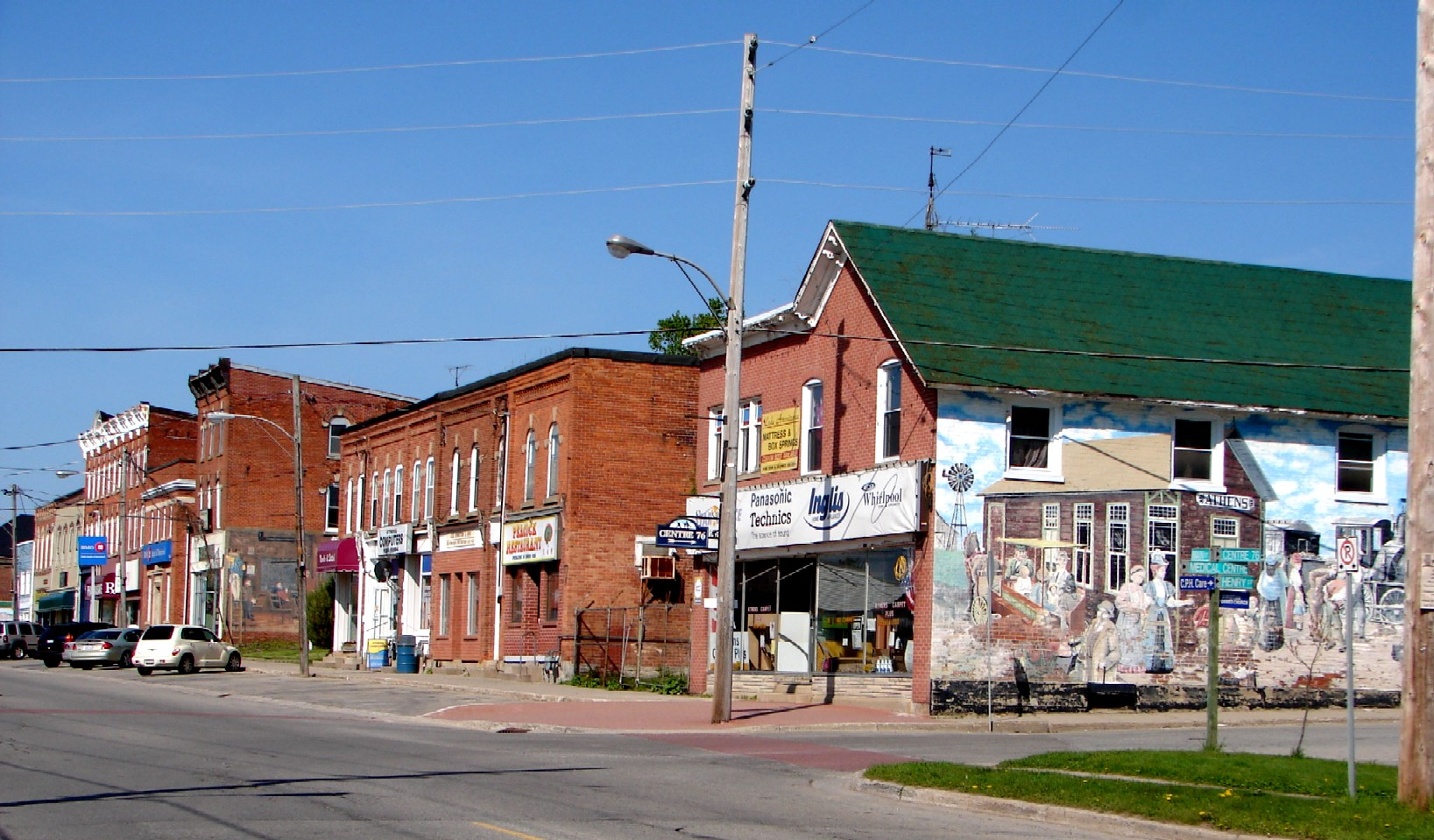
Атенс, Онтаріо

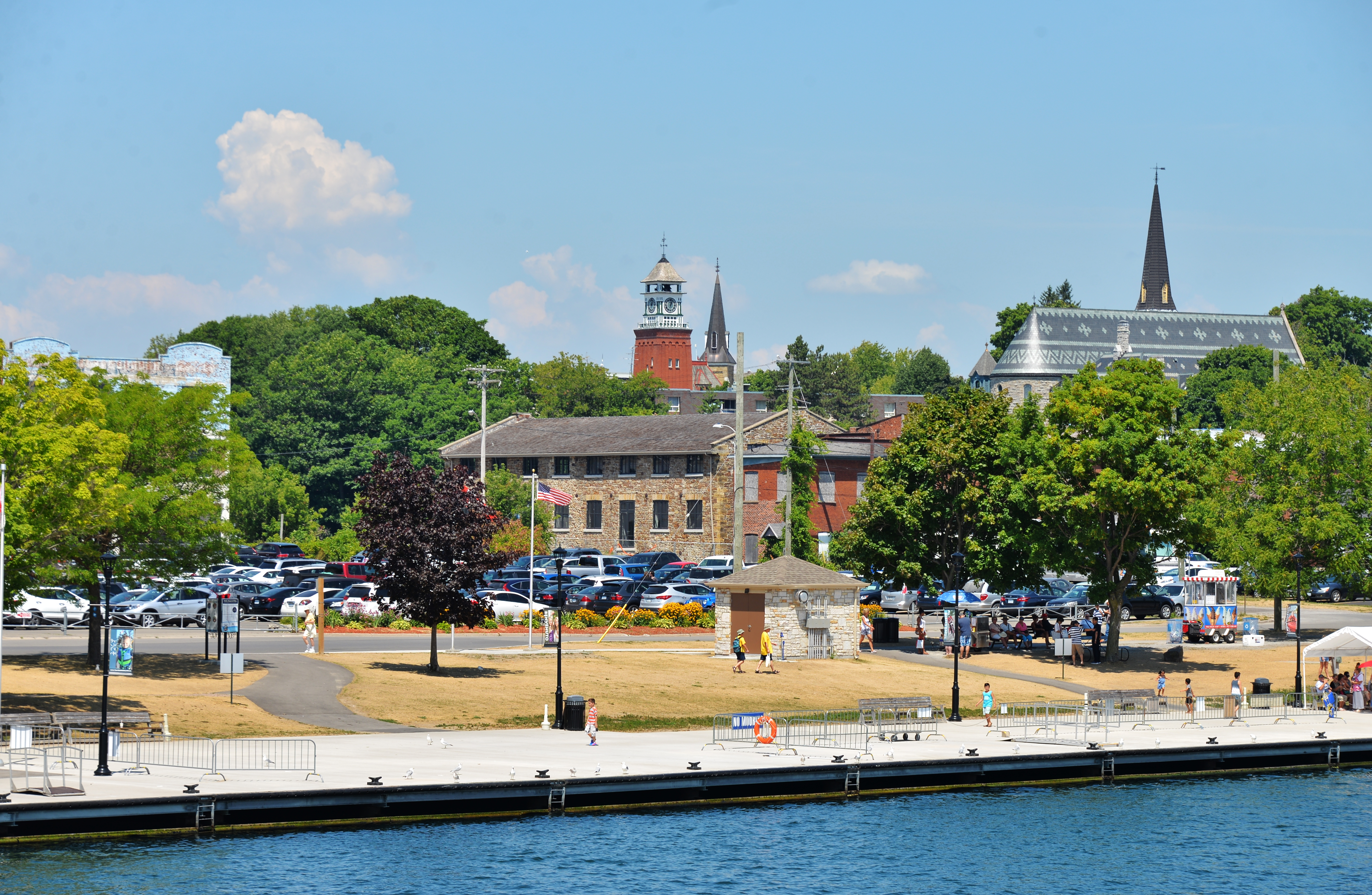
Пристань у Гананокве

- Містечко — Атенс (англ. Athens)
- Містечко — Аґоста (англ. Augusta)
- Містечко — Едвардсбурґ-Кардинал (англ. Edwardsburgh/Cardinal)
- Містечко — Елізабеттаун-Кітлі (англ. Elizabethtown-Kitley)
- Містечко — Фронт-оф-Янг (англ. Front of Yonge, Ontario)
- Містечко — Лідс і Тисяча островів (англ. Leeds and the Thousand Islands)
- Муніципалітет — Норт-Гренвілл (англ. North Grenville)
- Містечко — Рідо-Лейкс (англ. Rideau Lakes)
- Село — Мериквілл-Волфорд (англ. Merrickville-Wolford)
- Село — Вестпорт (англ. Westport)

Місто Броквілл і містечка Гананокве та Прескот виділені з адміністрації об'єднаних графств, але належать до переписного району Лідс і Гренвілл.